# Herburtowie herbu Herburt

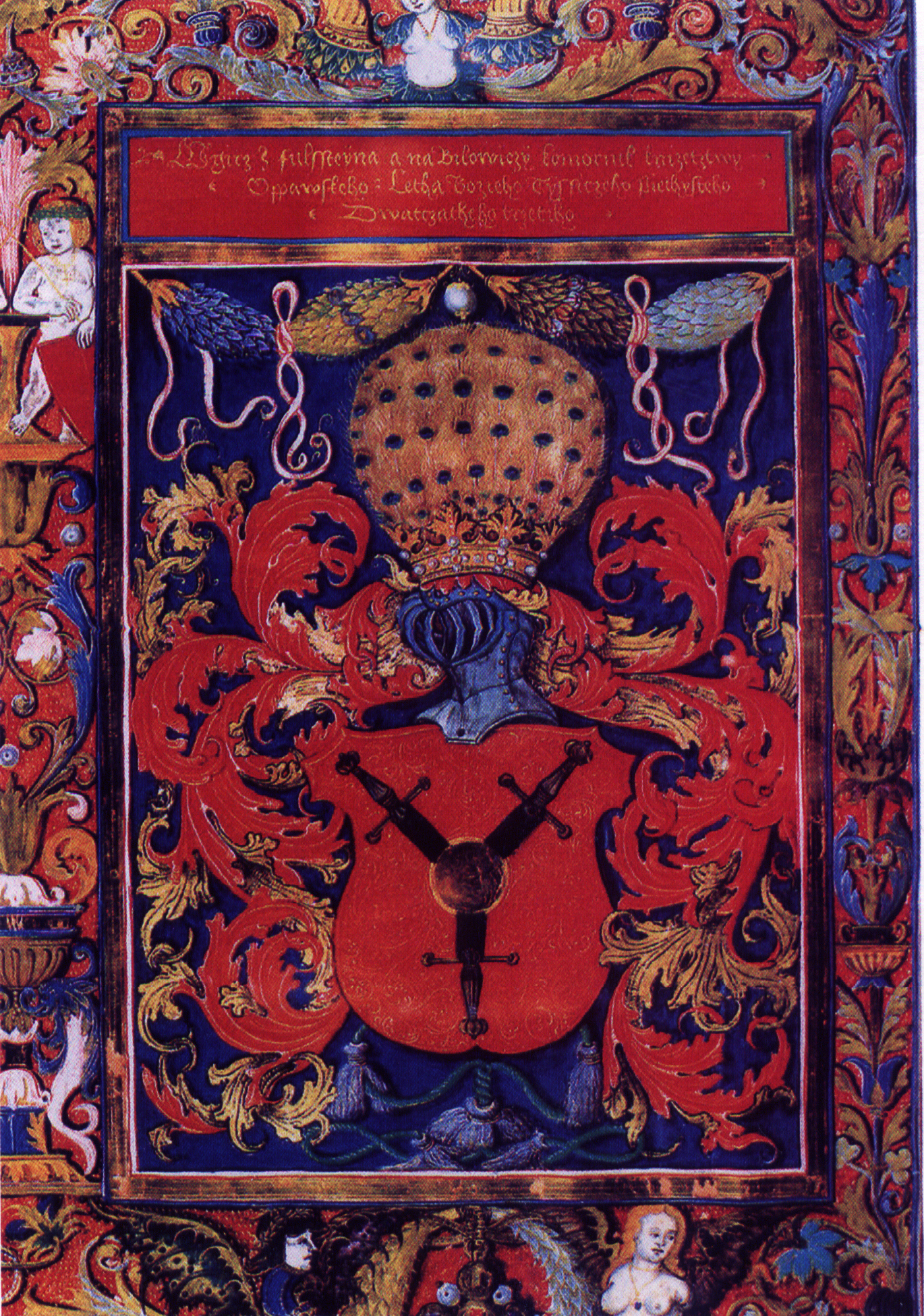
Herb Fullstein

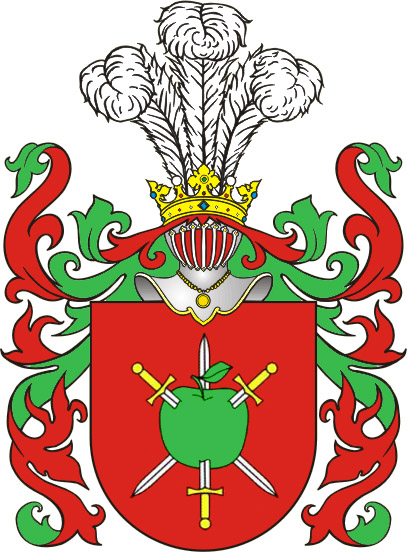
Herb Herburt

Herburtowie, od imienia Herburt, Herbort – imię męskie. Herburtowie, wcześniej rycerze Vulm z Fülme w Górach Wezerskich, z roku 9 kwietnia 1241 jest wzmianka o drużynie biskupa misyjnego Brunona ze Schauenburga biorącego udział w bitwie pod Legnicą, gdzie wspomniano rycerza Herborta z Fulmu. Następnie Herbutowie nabywają Felsztyn na Morawach i w końcu Arłamów w Małopolsce Wschodniej.

Herb Herburtów (na Morawach) XIV wiek

## Linia dolnosaksońska
- Herbort von Fritzlar ok. 1190, niemiecki pisarz,

### I pokolenie
- Herbort z Fulmu (ur. ok. 1220 Fülme, zm. ok. 1300, Fulsztajn), podstoli przy biskupie Brunonie ze Schauenburga (1241, uczestnik bitwy pod Legnicą), przybył w orszaku biskupim z miejscowości Fülme (nad rzeką Wezerą w Westfalii, w roku 1253 razem z księciem Władysławem opolskim uczestniczy w wyprawie na Ruś Halicką przeciw księciu Danielowi Halickiemu, w roku 1278 bierze udział w wyprawie króla Przemysława II Otokara przeciw pogańskim Prusom, landwójt Ołomuńca, miał siedmiu synów.
- Johann z Fulmu, brat Herborta

### II pokolenie
- Jan (Johannes von Kranowitz), II syn Herborta (po śmierci ojca wraca do Westfalii)
- Herbord II. de Traberch (de Traberger) – zginął w bitwie na Morawskim Polu 1278, razem z ojcem w Grazu 1264,
- Ekrik (Ekkerich, Eckerich) 1264, podział majątku w 1266, wójt Nysy do 1268,
- Detrzich (Dietrich) z Fulmu, cognatus 1264,
- Dietrich 1255, w Ołomuńcu 1270–1317, proboszcz Brünn 1281,
- Hanning (Johannes), giermek 1251–1266, rycerz 1268–1288 w Minden,
- Konrad, poborca opawski,
- Heinrich 1264, Notariusz w Opawie, następnie w Ołomuńcu 1316,

### III pokolenie
- Herbort III. Traberger syn Eryka dziedzic Fulsztajnu, umiera bezdzietny w roku 1310
- Herbort IV Drost z Fulmu, Minden, Meinsen bei Minden, Kranowitz), (zm. 1340, Fulsztajn), syn Eryka (Eckericha) dziedzic Fulsztajnu od roku 1310,
- Johann Eckerich syn Eryka (Eckericha), kanonik Wrocławski 1296–1316,
- Watler syn Henniga 1273,
- Eckerich syn Henniga, rycerz 1302,
- Herbort Walter syn Henniga,

### IV pokolenie
- Alesz (Alsianus z Fulsztajnu) syn Herbota IV (zm. 1372),
- Jan, syn Herbota IV,
- Jindrzich z Fulsztajnu, syn Herbota IV,
- Herbort (zm. 27.9.1369), proboszcz

### V pokolenie
- Herbort V, syn Alsianusa z Fulsztajnu
- Szczepan, syn Alsianusa z Fulsztajnu
- Jindrzich II (zm. 1422 w Vyškovie) z Fulsztajnu, u boku z króla Władysława Jagiełły wziął udział w Bitwie pod Grunwaldem (1410)

## Linia Sup
W połowie XV wieku następuje podział dotychczasowej linii na gałąź Sup:
- Herbort VI z Fulsztajnu,

### VI pokolenie
- Jindrzich III. z Fulsztajnu, syn Jindrzicha II

### IX pokolenie
- Jan Młodszy Herbort z Fulsztajnu poślubił Anna z Heraltic (zm. przed 1598); 2 małżeństwo: Markéta (Marie) Tvorkovská z Kravarza (zm. 14.10.1625)

## Linia morawsko-polska
- Jan Herburt (biskup poznański) w roku 1290, za panowania Konrada księcia Mazowieckiego uposaża kościół w miejscowości Jeruzal w pow. skierniewickim, według notatki znajdującej się w archiwum Konsystorza Warszawskiego
- Herburt Pucz[1] ze Sławkowa (XV wiek) syn Herborda Puss z Krzanowic i Katarzyny, wnuk Herborda II Puso, prawnuk Herborda de Fullstein stolnika bpa Brunona[2], chorąży przemyski, ożeniony z Małgorzatą. Miał trzech synów Herborta, Frydrusza i Mikołaja.

## Linia śląska
- Sambor Herburt z Sośnicowic ok. 1370
- Jan Herbort z Sośnicowic (niem. Hans Herbort von Fullstein die Schönwälder Scholtisei) poddany księcia Jana Opolskiego, 12 października 1497 sołtys Bojkowa i Sośnicowic,
- Fryderyk Herbort z Sośnicowic (nm. Friedrich Herbort von Fullstein auf Kieferstädtel), od 1497 właściciel Sośnicowic, sołtys Szywałdu (Bojków)
- Heinrich Herburt von Füllstein (ur. ok. 1455, zm. ok. 1538),

Po roku 1370 dochodzi do podziału na dwie linie śląskich Herburtów. Pierwsza nadal pozostaje na Śląsku, natomiast druga, za przywilejem Władysława Opolczyka przenosi się na przyłączone do Korony ziemie za Wisłokiem i Sanem.

## Linia felsztyńska
Książę Władysław Opolczyk udziela szerokich nadań Fryderykowi, Wacławowi i Mikłaszowi (Mikołajowi) Herbortom przybyłym z Maraw i Śląska nad Strwiążem i Wiarem. Nową siedzibą tego rodu staje się wówczas Felsztyn.
W roku 1645 wygasła męska linia Herburtów.

### III pokolenie
- Jan Herburt, syn Jana Szczęsnego, w roku 1620 urządził zajazd na zamek Adama Goreczkowskiego i został za to później ukarany infamię – ostatni z Herburtów.
- Andrzej z Fulsztyna Herburt, 1630, posiadłości na ziemi sanockiej, Przysieki

### IV pokolenie
- - Jan Szczęsny Herburt (ur. 1567, zm. 31 grudnia 1616), pisarz, w 1616 fundował renesansowy zamek w Dobromilu, pod koniec życia pozostawił Dobromil w ruinie, uczestnik rokoszu Zebrzydowskiego, spory ze Stadnickimi, Wapowskimi
  - Jan Herburt (ur. ok. 1540, zm. ok. 1607) chorąży lwowski,
  - Regina Herburt Żółkiewskа (ur. 1566, zm. 6.11.1626), żona Hetmana Stanisława Żółkiewskiego. Potomstwo: najstarsza córka Zofia Daniłowiczowa herbu Lubicz (ur. ok. 1590–1634), od 1605 żona wojewody ruskiego Jana, babka Jana III Sobieskiego.
  - Anna Herburt (ur. 1535) poślubiła Jakuba Snopkowskiego,
  - Erazm Herburt (zm. 1596), właściciel m. Wetlina, Jaworzec, Lutowiska, Beniowa, Zatwarnica, Sąsiadowice, Głęboka. Portret Erazma Herburta znajdował się przed wojną w reflektarzu klasztoru Karmelitów we wsi Sąsiadowice 5 km od Felsztyna, obecnie znajduje się w Muzeum Narodowym im. Andrzeja Szeptyckiego we Lwowie.

- - Anna z Herburtów Uchańska (zm. 1619), właścicielka dóbr uchańskich, fundatorka parafii Uchanie, córka Stanisława Herburta z Dobromila, kasztelana lwowskiego i starosty samborskiego, poślubiła Pawła Uchańskiego dnia 3 czerwca 1571, związek ten pobłogosławił Walenty Herburt,
  - Dorota Sieniawska, córka Stanisława Herburta z Dobromila, kasztelana lwowskiego i starosty samborskiego, żona Jana Sieniawskigo[3]
  - Katarzyna Jazłowiecka, córka Stanisława Herburta z Dobromila, kasztelana lwowskiego i starosty samborskiego, żona Mikołaja Jazłowieckiego

- - Abraham Herburt z Felsztyna, syn Jakuba (zm. po 1595), chorąży (łac. Abraham, filii olim Jacobi Herborth de Fulstin et in Mieziniecz heredis) z matki Wapowskiej h. Nieczuja, syn Jakuba (Jakóba) z Mizieńca, który był bratem Jana kasztelana belskiego,

### V pokolenie
- - Mikołaj Herburt z Fulsztyna na Dobromilu i Dziedziłowa (ur. ok. 1524, zm. 1593) syn Jana z Felsztyna i Dobromila podkomorzego przemyskiego z matki Jadwigi córki Piotra Chwala z Rozlowa dziedzica na Pełniatyczach, najmłdszy z rodzeństwa. Wojewoda podolski (do 1589), starosta tłumacki, kasztelan przemyski i starosta lwowski (od 1572 roku), (łac. Nicolaum Herborth de Fulstin capitaneum Leopoliensem et Joannem Zamoiski capitaneum Belsensem et Zamechensem). W okresie bezkrólewia po Stefanie Batorym wyznaczony przez Sejm do strzeżenia granic przed wojskami wołoskimi. W roku 1601 przeprowadził na polecenie Sejmu podział ziemi na Rusi i Podolu między zasłużone rycerstwo. Przez niego przesłał hetman Żółkiewski umowę zawartą z bojarami o tron moskiewski dla króla Władysława pod Smoleńskiem.
  - Jan Herburt (ur. po 1524, zm. 1577), syn Jana z Felsztyna i Dobromila podkomorzego przemyskiego z matki Jadwigi córki Piotra Chwala z Rozlowa dziedzica na Pełniatyczach. Polski historyk, humanista, kasztelan sanocki (łac. Joannem Herborth de Fulstin castellanum Sanocensem et capitaneum Premisliensem),
  - Stanisław Herburt (ur. 1524, zm. 1584), syn Jana z Felsztyna i Dobromila podkomorzego przemyskiego z matki Jadwigi córki Piotra Chwala z Rozlowa dziedzica na Pełniatyczach, pradziad Piotr. Po śmierci ojca został podkomorzym przemyskim. Kasztelan lwowski, starosta samborski, żupnik ruski (samborski i drohobycki), (łac. Stanislaum Herborth de Fulstin castellanum Leopoliensem, capitaneum Samboriensem et Drohobicensem atque zupparium terrarum Russiae). Potomstwo syn Piotr wojewoda podolski od 1586,
  - Walenty Herburt (ur. 1524, zm. 1572), biskup przemyski, syn Jana z Felsztyna i Dobromila podkomorzego przemyskiego z matki Jadwigi córki Piotra Chwala z Rozlowa dziedzica na Pełniatyczach,
  - Marcin Herburt z Felsztyna (ur. 1519, zm. 1570), poślubił Katarzynę Urszulę Krotoska z Krotoszyna. Od 1548 na dworze króla Zygmunta Augusta. Syn Jana z Felsztyna i Dobromila podkomorzego przemyskiego z matki Jadwigi córki Piotra Chwala z Rozlowa dziedzica na Pełniatyczach
  - Barbara Herburt (zm. 1580), córka Jana z Felsztyna i Dobromila podkomorzego przemyskiego z matki Jadwigi córki Piotra Chwala z Rozlowa dziedzica na Pełniatyczach, zamężna z Piotrem Kmitą, właścicielka klucza sobieńskiego Olszanicy, Ustianowej, Smolnika, Tarnawy Niżnej, Tarnawy Wyżnej, Jaworzec nad Wetlinką, villarum hereditarium Ustyanowa, Wankowa, Szerednicza et Ropinka, 2v za Andrzeja Górkę kasztelana międzyrzeckiego.
  - Jakub (Jakób) Herburt (ur. 1512, zm. 1573), poślubił w 1560 Katarzynę Wapowską.
  - Paweł Herburt (łac. Paulum Herborth de Fulstin filium Nicolao Choczimierskiem)
  - Seweryn Herburt (brat Jana, Mikolaja i Walentego)
  - Jan Herburt (ur. ok. 1505, zm. 1569), 1553 Podole, kasztelan bełski, dziad Seweryn Herburt,
  - Anna Herburt Zamoyska, jej synem z małżeństwa, które zawarła ze Stanisławem Zamoyskim był późniejszy Kanclerz Jan Zamoyski (1542–1605)
  - Jadwiga Herburt poślubiła Marcina Ossolińskiego (zm. 1595), rotmistrza wojsk Stefana Bathorego, właścicielka Nowego Miasta w Przemyskiem,
  - Jan Herburt (ur. 1505, zm. 1553), poślubił Annę Dąbrowską (syn Jana i Anny Fredro).
  - Zofia Herburt (zm. 12.05.1631), poślubiła podskarbiego wielkiego koronnego Jana Dulskiego h. Przegonia, po śmierci Dulskiego w 1590 r., wyszła za mąż za starostę świeckiego i lipieńskiego Jana Kostkę (zmarł w 1592 r.). Ostatnim mężem Zofii był kasztelan międzyrzecki Jan Czarnkowski. Po Janie Kostce trzymała starostwo niegrodowe świeckie i do śmierci tytułowała się starościną świecką.

### VI pokolenie
- - Jan iunior de Felstin – 1538, syn Zebrzyda alias Seweryna z Felsztyna
  - Stanisław – 1498, syn Zebrzyda alias Seweryna z Felsztyna
  - Barbara – 1503, 1v Sieniawska alias Brzodowska, 2v Jaryczowski, córka Zebrzyda (Seweryna) z Felsztyna
  - Anna – 1500, za Stanisława Fredro z Nowosiedlec, córka Zebrzyda (Seweryna) z Felsztyna

- - Jakub 1491, syn Mikołaja Dobromilskiego i Anny z Dziedziłowa
  - Jan Herburt, syn Mikołaja Dobromilskiego i Anny z Dziedziłowa, poseł województwa ruskiego (członek izby poselskiej) na Sejm radomski w roku 1505, poślubił w 1497 Annę Fredro. Następnie żonaty z Zuzanną Bal, pod koniec XV wieku nadaje przywilej lokacyjny wsi Arłamów na prawie wołoskim. Jego następcy, osiedli we wsi, przyjmują nazwisko Arłamowscy, od nazwy osady. W 1519 roku przeprowadzono oddzielenie majątku Herburta w Arłamowie od dóbr królewskich.
  - Andrzej – 1535, syn Mikołaja Dobromilskiego i Anny z Dziedziłowa
  - Piotr – 1503, syn Mikołaja Dobromilskiego i Anny z Dziedziłowa
  - Mikołaj wojski – 1537, syn Mikołaja Dobromilskiego i Anny z Dziedziłowa
  - Seweryn – 1511, syn Mikołaja Dobromilskiego i Anny z Dziedziłowa
  - córka nieznane imię, za Jana Pukowskiego, córka Mikołaja Dobromilskiego i Anny z Dziedziłowa
  - Anna – 1502, 1v Jakub z Humnisk, 2v Marcin Staniszewski, córka Mikołaja Dobromilskiego i Anny z Dziedziłowa
  - Dorota 1v Arnolf de Thedaldis, 2v Podlodowski, sórka Mikołaja Dobromilskiego i Anny z Dziedziłowa

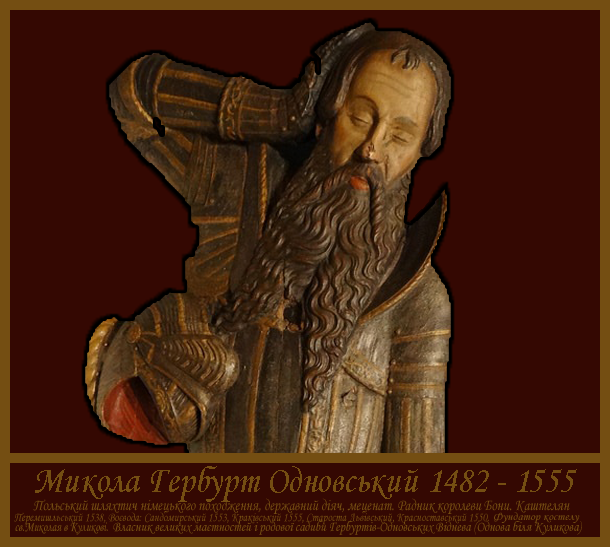
Mikołaj Herburt Odnowski

- - Barbara Herburt (ur. 1480, zm. 1550), poślubiła ok. 1500r, Balcera Dąbrowskiego, jej synem z trzeciego małżeństwa, które zawarła ze Stanisławem Rejem był późniejszy pisarz Mikołaj Rej, córka Piotra Herburta, wnuczka Jana z Odnowa, prawnuczka Frydrusza z Chlipel
  - Mikołaj Herburt Odnowski z Felsztyna (zm. 1555) syn Piotra Herburta właściciela zamku w Zboiskach 1529, palatyn krakowski, doradca królowej Bony (Bona Sforza), wnuk Jana z Odnowa, prawnuk Frydrusza z Chlipel
  - Elżbieta, córka Piotra Herburta, wnuczka Jana z Odnowa, prawnuczka Frydrusza z Chlipel
  - Anna, córka Piotra Herburta, wnuczka Jana z Odnowa, prawnuczka Frydrusza z Chlipel
  - Katarzyna, córka Piotra Herburta, wnuczka Jana z Odnowa, prawnuczka Frydrusza z Chlipel

### VII pokolenie
- - Jan 1453–1470, syn Herborda Pawcze z Przyłbic i Bruchnala, odziedziczył w 1462 wsie: Głęboka, Bukowa, Sąsiadowice, Pawłowo, Stanino
  - Mikołaj Dobromilski 1453–1477, syn Herborda Pawcze z Przyłbic i Bruchnala, ożeniony z Anną z Dziendziłowa, odziedziczył w 1462 wsie Dobromil, Paprotno, Przyłbice, Werblany i Podłuby
  - Zebrzyd lub Zewrzyd z Felsztyna alias Seweryn, syn Herborda Pawcze z Przyłbic i Bruchnala, chorąży lwowski 1453–1497 1v Dorota, 2v Jadwiga, bracia Jan i Mikołaj, odziedziczył w 1462 po połowie z bratem Mikołajem wsie Dobromil, Paprotno, Przyłbice, Werblany i Podłuby, zginął w wojnie z Wołochami w lasach bukowińskich,
  - Katarzyna, córka Herborda Pawcze z Przyłbic i Bruchnala 1465 za Jana Kmitę z Dubiecka, 2 voto Andrzej Fredro,
  - Barbara, córka Herborda Pawcze z Przyłbic i Bruchnala, za Rafała z Pruchnika 1468

- - Fryderyk Herburt. (ur. 1470, zm. 2 sierpnia 1519), syn Jakuba i Anny, wnuk Frydrusza z Chlipel. Chorąży lwowski,
  - Jan Kulikowski, syn Jakuba i Anny, wnuk Frydrusza z Chlipel.

- - Piotr Herburt Odnowski z Felsztyna (ur. 1485, zm. 1532) syn Jana z Odnowa i Zuzanny Bal, wnuk Frydrusza z Chlipel, kuzyn Fryderyk Herburt, starosta biecki. Syn Mikołaj Herburt Odnowski, rodzeństwo, siostry Elena, Barbara, Katarzyna i Marta
  - Elena Ramsz, córka Jana z Odnowa i Zuzanny Bal, wnuczka Frydrusza z Chlipel, siostra Piotra
  - Barbara Klusz, córka Jana z Odnowa i Zuzanny Bal, wnuk Frydrusza z Chlipel, siostra Piotra
  - Katarzyna Kulikowska, córka Jana z Odnowa i Zuzanny Bal, wnuczka Frydrusza z Chlipel, siostra Piotra
  - Marta Laszniowska, córka Jana z Odnowa i Zuzanny Bal, wnuczka Frydrusza z Chlipel, siostra Piotra

[?]
- - Dorota Herburt Tarnawska z Dobromila, właścicielka Uherzec ok. 1590, zamężna za Stanisława Tarnawskiego, chorążego ziemi sanockiej (który posiadał dość pokaźny majątek składający się z 14 wsi, ale miał też wielkie długi) i wniosła mu w wianie Uherce Mineralne.
  - Sebastian Herburt z Felsztyna (ur. ok. 1490), polski kompozytor i teoretyk,
  - Zofia Herburt, (ur. 1495, zm. 1564), poślubiła w 1515 Mikołaja Żółkiewskiego (ur. 1490 zm. 1549), (łac. Sophiam filiam olim Joannis Herborth de Fulstin castellani Belsensis, uxorem vero Nicolai Malochowski) właścicielka dobr Maykowicze, Bąkowa Gora, Kalinki, Demba, Korithno, Zbylowicze et Bęndzinek,
  - Elżbieta Herburt, córka Jana (łac. Elisabeth Herborthowna filiae olim Joannis Herborth de Fulstin capitanei Barensis)

- - Jakub 1491, syn Mikołaja Dobromilskiego i Anny z Dziedziłowa
  - Jan Herbuer – 1536 ~ Anna Fredro, syn Mikołaja Dobromilskiego i Anny z Dziedziłowa
  - Andrzej – 1535, syn Mikołaja Dobromilskiego i Anny z Dziedziłowa
  - Piotr – 1503, syn Mikołaja Dobromilskiego i Anny z Dziedziłowa, kasztelan, ok. 1531, sprowadza do Dobromila kolonistów w Moraw i Śląska,
  - Mikołaj (łac. Nicolai de Felschtin) wojski – 1537, syn Mikołaja Dobromilskiego i Anny z Dziedziłowa
  - Seweryn Herburt łac. (Severin Herborth de Felsthin et Bruchnal), z Obertyna, chorąży lwowski, – 1511, syn Mikołaja Dobromilskiego i Anny z Dziedziłowa
  - nieznanego imienia, wydana za Jana Pukowskiego, córka Mikołaja Dobromilskiego i Anny z Dziedziłowa
  - Anna – 1502, 1v Jakub z Humnisk, 2v Marcin Staniszewski, córka Mikołaja Dobromilskiego i Anny z Dziedziłowa
  - Dorota 1v Arnolf de Thedaldis, 2v Podlodowski, sórka Mikołaja Dobromilskiego i Anny z Dziedziłowa

### VIII pokolenie
- - Jan Herburt de Bruchnal (łac. Iohann Herborth de Bruchnal) syn Fryderyka i Heleny z Odnowa, poślubił Zuzannę Bal ze Zboisk w 1453 córkę chorążego sanockiego Piotra ze Zboisk (według AGZ. t. XI), miał córki Zofię, Helenę wydaną za Adama Ramsza z Oleszyc, Katarzynę ożenioną z Janem Kulikowskim, Barbarę wydaną za Jakuba Klusa z Wyżnian i Martę, która wyszła za Jana Laszniowskiego z Dłużniowa (według AGZ. XVI). Wspomniana Barbara po śmierci pierwszego męża wyszła 2v za Jana Żórawińskiego, i po raz trzeci za Stanisława Reja z Nagłowic, ponieważ w akcie z 1564 bratanek jej Mikołaj Herburt nazwany był bratem Mikołaja Reja oraz syna Piotra piszącego się Odnowski vel Felsztyński z Felsztyna,
  - Jakub Herburt Felsztyński (łac. Iacob Herborth de Felsthyn) z Odnowa (zm. ok. 1494), syn Fryderyka i Heleny z Odnowa, brat Jana, wojski halicki,
  - Fyenna za Kulikowskiego, córka Fryderyka,
  - (imię nieznane) córka Fryderyka, ożeniona za Piotra Fala z Pełniatycz

- - Mikołaj (Miklasz) Herburt, Herbord (łac. Nicolai de Felschtin), syn Herborda Pawcza, w roku 1469 nadaje prawa miejskie m. Kulików, stolnik przemyski ok. 1480, żona Anna, synowie Mikołaj i Andrzej,
  - Herbord chorąży przemyski 1413–1469 z Przyłbic i Bruchnala, syn Herborda Pawcza,

- - Jakub ożeniony z Heleną, syn Miklasza i Elżbiety, miał córkę Barbarę Tarło
  - Jan – 1450 syn Miklasza i Elżbiety
  - Apolonia Jasieńska – 1465, córka Miklasza i Elżbiety
  - Zofia Zachutyńska – 1446, córka Miklasza i Elżbiety
  - Małgorzata Kurosz – 1472, córka Miklasza i Elżbiety
  - Katarzyna Rybotycka z Hubic – 1461, córka Miklasza i Elżbiety

### IX pokolenie
- - Herbort Pawęż z Grodowic, w dokumentach z lat 1374–1400
  - Mikołaj Herburt, Miklasz (zm. 1439) żona Elżbieta (1425), zaciąga na wyprawę grunwaldzką w 1410 roku krewnych z Moraw i Czech, Jindrzicha II z Fulsztajnu i jego ludzi. W roku 1423 otrzymuje od Władysława Jagiełły Kołpiec w powiecie drohobyckim. W roku 1425 król Władysław Jagiełło potwierdza przywilej dóbr felsztyńskich Miklaszowi, Frydrusowi i Herbordowi braciom z Felsztyna synom Herborta. W roku 1433 buduje Mikołaj (Miklasz) zamek Kulików. W roku 1436 zostaje łowczym lwowskim, również sprzedaje w tym roku wieś Chliplę w ziemi przemyskiej. W roku 1435 podpisuje w Brześciu Kujawskim traktat pokojowy z Krzyżakami. Od 1437 łowczy przemyski. Potomstwo synowie Jan, Mikołaj i Seweryn; córki: Zofię ożenioną z Marciszem z Zahutyna 1442, Małgorzatę wydaną za Mikołaja Kurosza 1446, Katarzynę, która wyszła za Aleksandra z Hubicz 1446 i czwartą za Janem Jasieńskim, który 1462 był szwagrem Jakuba z Fulsztyna (oraz trzech synów Jana, Jakóba i Herborda według Antoni Prochaska i AGZ t. XIII). W roku 1462 następuje podział majątku Mikołaja: Jan otrzymuje dobra Głęboka, Bukowa, wójtostwo w Sąsiadowicach, pół wsi Piatnicy, Pawłowo, Stanino, zaś Mikołaj i Seweryn Felsztyn, Knieziopole, Paprotno, pół wsi Piatnicy, Przyłbice, Wolę, Muryrowice, Podłuby i Werblany[4].
  - Fryderyk Herburt (Frydrus) z Chlipel (par. Komarno) (zm. 1445), poślubił Helenę z Odnowa[5], zaciąga na wyprawę grunwaldzką w 1410 roku krewnych z Moraw i Czech, Jindrzicha II z Fulsztajnu i jego ludzi. W roku 1436 nabył dom we Lwowie. Potomstwo Jan i Jakub (Jakób) z Odnowa lub Felsztyna (według AGZ t. XV). W roku 1464 obaj bracia otrzymali w spadku (po matce) wieś Nowesioło. Syn Fryderyka Jan, został ożeniony w 1453 z Zuzanną z Boisk, chorążanką sanocką córką Piotra de Zboyska (według AGZ t. XI). Córka Frederyka Jadwiga ożeniona została za Piotra Fala z Pełniatycz, wojskiego lwowskiego 1460 (AGZ XIII).

## Posiadłości Herburtów
Posiadłości Herburtów z nadania Władysława Opolczyka oraz późniejsze, w których Herburtowie posiadali udziały, uprawnienia własnościowe, zastawy i dzierżawy wójtostw i sołectw na ziemi bieckiej, sanockiej, przemyskiej, lwowskiej, żydaczowskiej i podolskiej:
Arłamów, Artasów, Babina, Banunin, Bąkowice, Bełchówka, Berdechów, Biadoliny, Radłowskie, Biadoliny Szlacheckie, Biecz, Bieliny, Bilczyce, Biłka Królewska, Biłka Szlachecka, Biskowiec, Błudniki, Bojaniec, Boniowice, Borytycze, Bruchnal, Brzaza, Brzegi, Brzuska, Brzozów, Bukowa, Bukowsko, Burczyce Nowe, Burczyce Stare, Chliple, Chyrów, Ciężkowice, Ciołkowice, Czaple, Cissów, Dobromil, Bobrostany, Dołżyca, Dorożów, Dubowice, Dzibułki, Dziczki, Dziedziłów, Dziekanów, Dziemięrzyce, Dziewięcioły, Felsztyn, Fraga, Gdeszyce, Głęboka, Góra Ropczycka, Górki, Grodowice, Gródek, Grzęda, Grzybowice Wielkie, Horodosławice, Hoszany, Hrebeńce, Hruszów, Hrycowce, Humieniec, Jachlusz, Jamelna, Jaryszów Nowy, Jawornik, Kalnica, Kamienne, Karlików, Kąty, Klęczany, Kłokowice, Kniażpol, Kniesioło, Kniażsioło, Knihinicze, Kobielnik, Kołpiec, Konice, Koniów, Koniuszki Sieniawskie, Końskie, Kopki, Kosienice, Kusienicz, Kormelice, Korytniki, Koszelów, Kozicze, Krasnystaw, Krzemienna, Kudryńce, Kukizów, Kulików, Kupin, Kwaszenina, Lacko, Laszki Murowane, Leśniowce, Lipa, Lubaczów, Lubsza, Łanowce, Łany, Łozy, Maksymowice, Marszowice, Mchawa, Michowa, Mietniów, Mikityńce, Mikłaszów, Milczyce, Miżyniec, Mistkowice, Młodowice, Mościska, Mużyłowice Narodowe, Nadycze, Nahorce Małe, Nawóz, Niedźwiedź, Niżankowice, Nowesioło, Obrażowice, Nowy Sącz, Obrażowice, Odnów, Oleksiniec Podleśny, Olesko, Oszanica, Orzechowce, Osławica, Ożomla, Panki (st. Lelów), Paportno, Pawłów, Perła, Pianowice, Pielgrzymowice, Pietnice, Piwniczna, Płonna, Podborze, Podgrodzie, Podjarków, Podkamień, Podlesie, Podliski Małe, Podłuby Małe, Podmanasterz, Polana, Połoniczna, Potok, Poznachowice Dolne, Prusiek, Przemyśl, Przyłbice, Przybyszów, Radoszyce, Rażniów, Remenów, Rohoźno, Romanów, Rostoki Dolne, Rudańce, Rulów, Sadki, Samoklęski, Sąsiadowice, Seredne, Sapahów, Skipcza, Skotyniany, Słochynia, Smereków, Smolnica, Smolnik, Stary Sambor, Staniła, Stanin, Starzawa, Stroniatyn, Stroniowice, Strzelbice, Strzeliska Nowe, Styrkowiec, Suchodół, Sudkowice, Sulimów, Suszyca Wielka, Tarnawa Polna, Tokarnia, Trościaniec, Ubinie, Wielopole Skrzyńskie, Wierzblany (Werblany), Wierzbanowa, Wisłok Wielki, Wiśniowa, Witryłów, Wola Górecka, Wola Piotrowa, Wolica, Wróblowice, Wysoczany, Zagórze, Zahoczewie, Zapytów, Zarajsko, Zboiska, Zboiska (Lwów), Zniesienie, Zuchorzyce, Zwyżyń, Zerdzina, Żernica.

## Przypisy

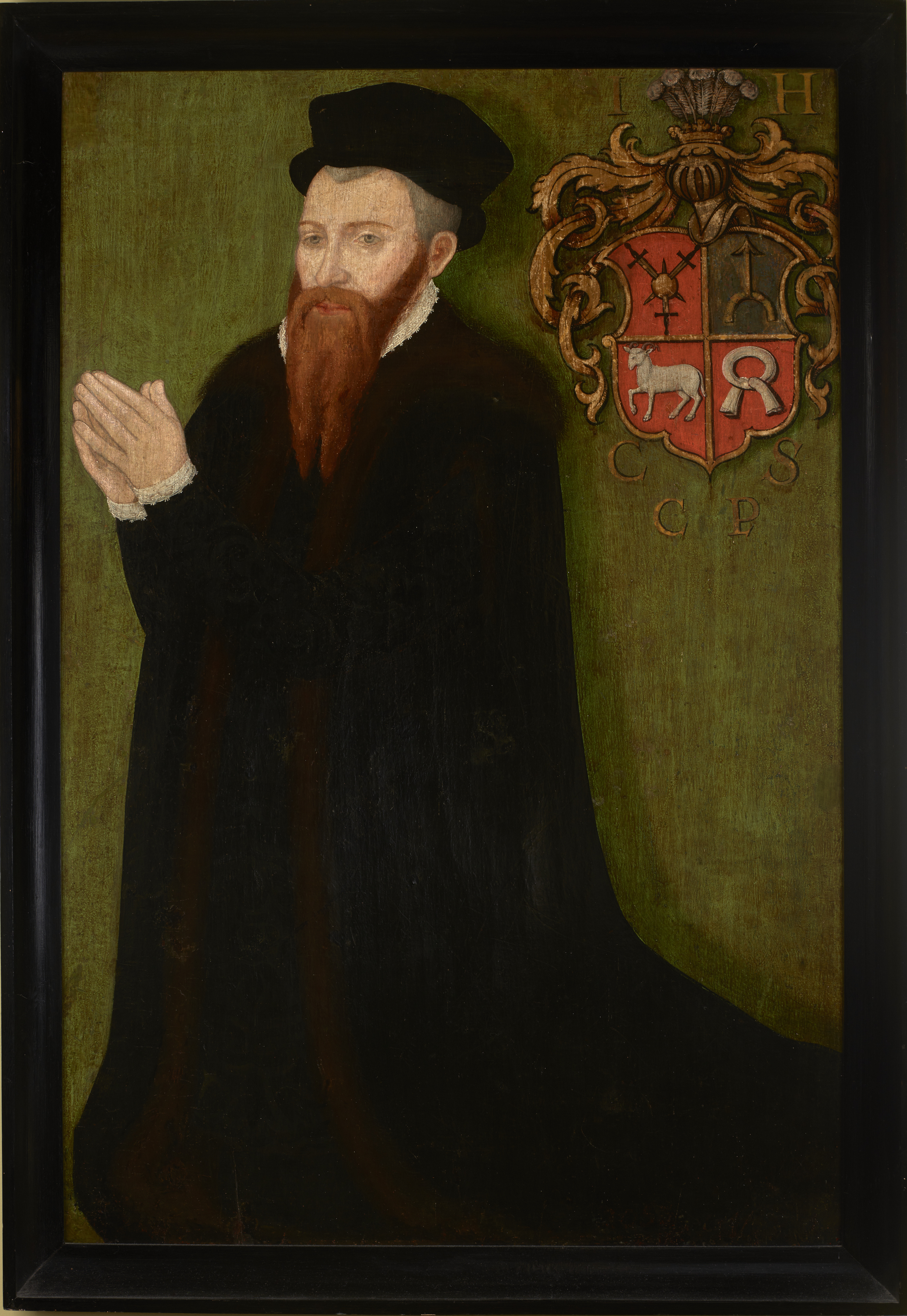
Jan Herburt kasztelan sanocki, 1524–1577, herb Herburt, Felsztyński (Nałęcz)

## Literatura
- Adam Boniecki: Herbarz polski: wiadomości historyczno-genealogiczne o rodach szlacheckich. Cz. 1. T. 7. Warszawa: Warszawskie Towarzystwo Akcyjne Artystyczno-Wydawnicze, 1904, s. 256–264.
- Jerzy Antoni Kostka: Kostkowie herbu Dąbrowa. Koszalin: Wyd. Z.P. Polimer 2010, s. 80. ISBN 978-83-89976-40-6.
- Olga Łaszczyńska: Ród Herburtów w wiekach średnich. Poznań: Tow. Przyjaciół Nauk, 1948.
- Władysław Łoziński, Prawem i Lewem. „Obyczaje na Czerwonej Rusi w pierwszej połowie XVII wieku”. Janusz Tazbir (oprac.), Warszawa: „Iskry”, 2005, ISBN 83-207-1769-8, OCLC 69324747. Brak numerów stron w książce
- Bartosz Paprocki: „Herby rycerstwa polskiego”. 1858 r. (Wielkopolska Biblioteka Cyfrowa). s. 665–667.
- Pankracy Labenwolf, Pamiętniki „Herburtów we Lwowie (1493–1563)”